# Aleksander Ivanovič Ostermann-Tolstoj
Grof Aleksander Ivanovič Ostermann-Tolstoj (rusko Алекса́ндр Ива́нович Остерма́н-Толсто́й), ruski general, * 1771, † 1857.
Bil je eden izmed pomembnejših generalov, ki so se borili med Napoleonovo invazijo na Rusijo; posledično je bil njegov portret dodan v Vojaško galerijo Zimskega dvorca.

## Življenje
Leta 1798 je bil povišan v generalmajorja in leta 1805 v generalporočnika. 
Leta 1805, po vrnitvi iz severnonemške kampanje, je postal guverner Sankt Peterburga. Leta 1811 je podedoval plemiški naziv grofa Ostermana, potem ko je zadnji nosilec Ivan Osterman, njegov stric, umrl brez potomcev. 
Kot poveljnik 4. korpusa se je udeležil patriotske vojne leta 1812 in nadaljnjih kampanj. Leta 1815 je postal diplomat v Parizu. Čez dve leti je bil povišan v generala pehote.
Pozneje je preživel nekaj let v Franciji, Italiji in Orientu. Umrl je v švicarskem mestu Le Petit-Saconnex ob Ženevskem jezeru.